# Болл (Луїзіана)
Болл (англ. Ball) — місто (англ. town) в США, в окрузі Рапід штату Луїзіана. Населення — 3961 особа (2020).

## Географія
Болл розташований за координатами 31°25′6″ пн. ш. 92°24′29″ зх. д. / 31.41833° пн. ш. 92.40806° зх. д. (31.418288, -92.408118).  За даними Бюро перепису населення США в 2010 році місто мало площу 20,94 км², уся площа — суходіл.

### Клімат
| Клімат : Болл         | Клімат : Болл | Клімат : Болл | Клімат : Болл | Клімат : Болл | Клімат : Болл | Клімат : Болл | Клімат : Болл | Клімат : Болл | Клімат : Болл | Клімат : Болл | Клімат : Болл | Клімат : Болл | Клімат : Болл |
| Показник              | Січ.          | Лют.          | Бер.          | Квіт.         | Трав.         | Черв.         | Лип.          | Серп.         | Вер.          | Жовт.         | Лист.         | Груд.         | Рік           |
| Середній максимум, °C | 12,8          | 15,6          | 20,0          | 25,0          | 27,8          | 31,7          | 32,8          | 31,7          | 30,0          | 25,0          | 18,9          | 15,0          | 23,9          |
| Середній мінімум, °C  | 1,7           | 2,8           | 6,7           | 11,7          | 15,0          | 18,9          | 20,6          | 20,0          | 17,8          | 10,6          | 5,6           | 2,8           | 10,6          |
| Норма опадів, мм      | 130           | 107           | 130           | 109           | 130           | 69            | 130           | 99            | 97            | 76            | 99            | 165           | 1344          |
| --------------------- | ------------- | ------------- | ------------- | ------------- | ------------- | ------------- | ------------- | ------------- | ------------- | ------------- | ------------- | ------------- | ------------- |
| Джерело: Weatherbase  |               |               |               |               |               |               |               |               |               |               |               |               |               |

## Демографія
Згідно з переписом 2010 року, у місті мешкало 4000 осіб у 1521 домогосподарстві у складі 1092 родин. Густота населення становила 191 особа/км².  Було 1620 помешкань (77/км²).
Расовий склад населення:
| - 89,7 % — білих - 6,9 % — чорних або афроамериканців - 0,6 % — корінних американців - 0,3 % — азіатів |

До двох чи більше рас належало 1,7 %. Частка іспаномовних становила 3,2 % від усіх жителів.
За віковим діапазоном населення розподілялося таким чином: 25,0 % — особи молодші 18 років, 62,4 % — особи у віці 18—64 років, 12,6 % — особи у віці 65 років та старші. Медіана віку мешканця становила 35,9 року. На 100 осіб жіночої статі у місті припадало 93,1 чоловіків;  на 100 жінок у віці від 18 років та старших — 90,2 чоловіків також старших 18 років.
Середній дохід на одне домашнє господарство  становив 57 069 доларів США (медіана — 49 300), а середній дохід на одну сім'ю — 68 651 долар (медіана — 65 461). Медіана доходів становила 33 354 долари для чоловіків та 36 000 доларів для жінок. За межею бідності перебувало 18,5 % осіб, у тому числі 19,3 % дітей у віці до 18 років та 2,0 % осіб у віці 65 років та старших.
Цивільне працевлаштоване населення становило 1800 осіб. Основні галузі зайнятості: освіта, охорона здоров'я та соціальна допомога — 23,6 %, роздрібна торгівля — 15,3 %, транспорт — 13,1 %.